# ロス・バン・バン
ロス・バン・バン (Los Van Van) は、作曲家、編曲家、ベーシストのフアン・フォルメルにより1969年に結成されたキューバのティンバ/サルサ・オーケストラ。
コンテンポラリー・キューバ・ミュージックの形成に深く関わる。ロック、ラップ、ブラジル音楽等の要素を交え、ソンゴというリズムを築く。その後も常ね新しい手法を取り入れ革新的な音楽作りを続けている。長きに渡ってキューバの国民的オーケストラとして国内外で愛されている。
ロス・バン・バンのファン（支持者）を「バンバネーロ（vanvanero）」（女性の場合はバンバネーラ）という。
ロス・バン・バンの過去のメンバーには、ペドロ・カルボ、アンヘル・ボンネ、チャンギート、ホセ・ルイス・コルテス（最初のティンバ・バンドNGラ・バンダの創設者）、セサル・"プピー"・ペドロソ（PUPY Y LOS QUE SON SONを結成）などがいる。
フアン・フォルメルの死後（2014年5月以降）は、息子のサミュエル・フォルメルがバンドの指揮を引き継ぎ現在に至る。

## 受賞・ノミネート

### グラミー賞
【受賞】
- 最優秀サルサ・アルバム『Llegó Van Van』(2000年)

【ノミネート】
- ベスト・トラディショナル・トロピカル・ラテン・アルバム 『LA FANTASIA』(2017年)
- ベスト・トロピカル・アルバム 『LEGADO』(2019年)

### ラテングラミー賞
【ノミネート】
- ベスト・サルサ・アルバム『Llegó Van Van』(2000年)
- ベスト・コンテンポラリー・トロピカル・アルバム『En El Malecón De La Habana』(2003年)
- ベスト・サルサ・アルバム『Van Van Live at Miami Arena』(2004年)
- ベスト・コンテンポラリー・トロピカル・アルバム『Chapeando 』(2005年)
- ベスト・コンテンポラリー・トロピカル・アルバム『La Maquinaria 』(2012年)

## ディスコグラフィ

### アルバム
- Musica De Cuba (1969年) ※『Los Van Van Vol I』として再発あり
- Los Van Van (1974年)
- 『ロス・バン・バン 1974』 - Juan Formel & Los Van Van (1974年)
- Orquesta Los Van Van (1976年)
- Van Van (1979年)
- Juan Formell Y Los Van Van (1982年)
- El Baile Del Buey Cansao (1982年)
- Qué Pista (1983年)
- Anda, Ven y Muévete (1984年)
- 『ココナッツ・ブリーズの誘惑』 -  Los Van Van (1985年)
- La Habana Sí (1985年)
- Eso Que Anda (1986年)
- Sandunguera (1986年)
- La Titimania (1987年)
- 『ソンゴが最高』 - Songo (1988年)
- El Negro No Tiene Na' (1988年)
- Songo (Mango, 1989年)
- Rico Son (1989年)
- Aquí... El Que Baila Gana (1990年)
- Esto Está Bueno (1991年)
- De Cuba Los Van Van (1991年)
- Bailando Mojao - Dancing Wet (1993年)
- Azúcar (1994年、Xenophile)
- 25 Años... y seguimos ahí! Vol I (1994年)
- Lo Ultimo En Vivo (1994年、Qbadisc)
- ¡Ay Dios, Ampárame! (1995年)
- Live In America (1997年)
- 『すべてそこから始まった』 - Te Pone La Cabeza Mala (1997年)
- Llegó Van Van (1999年)
- En El Malecón De La Habana (2003年)
- 『チャペアンド』 - Chapeando (2005年)
- Aquí El que Baila Gana: El Concierto (2007年) ※DVD+CD
- Live From Camagüey (2009年)
- 『アラサンド』 - Arrasando (2009年)
- 『ラ・マキナリア』 - La Maquinaria (2011年)
- La Fantasía (2014年)
- El Legado (2018年)
- Mi Songo (2020年)

### 映像作品
- 『カリエンテ! ライヴ・イン・ハバナ』 - Caliente! Live in Havana March.9.2001 (2003年)